# Quyền LGBT ở Andorra
Quyền đồng tính nữ, đồng tính nam, song tính và chuyển giới (tiếng Catalan: lesbianes, gais, transsexuals i bisexuals) ở Andorra có thể phải đối mặt với một số thách thức pháp lý mà những người không phải LGBT không gặp phải.
Kết hợp dân sự, nơi cấp tất cả các lợi ích của hôn nhân, đã được công nhận từ năm 2014. Ngoài ra, phân biệt đối xử trên cơ sở khuynh hướng tình dục bị cấm theo hiến pháp.

## Bảng tóm tắt
| Hoạt động tình dục đồng giới hợp pháp                                            | (Từ năm 1791)                               |
| Độ tuổi đồng ý (14)                                                              | Yes                                         |
| Luật chống phân biệt đối xử cho xu hướng tình dục                                | (Từ năm 2005)                               |
| Luật chống phân biệt đối xử đối với nhận dạng hoặc biểu hiện giới                | No                                          |
| Luật tội phạm kì thị bao gồm xu hướng tình dục                                   | (Từ năm 2005)                               |
| Luật tội phạm kì thị bao gồm bản sắc hoặc biểu hiện giới                         | No                                          |
| Hôn nhân đồng giới                                                               | No                                          |
| Công nhận các cặp đồng giới                                                      | (Từ năm 2005)                               |
| Nhận nuôi bởi những người độc thân bất kể xu hướng tình dục                      | Yes                                         |
| Con nuôi của các cặp vợ chồng đồng giới                                          | (Từ năm 2014)                               |
| Con nuôi chung của các cặp đồng giới                                             | (Từ năm 2014)                               |
| Người LGBT được phép phục vụ công khai trong quân đội                            | Không có quân đội                           |
| Quyền thay đổi giới tính hợp pháp                                                | No                                          |
| Trẻ vị thành niên liên giới tính được bảo vệ khỏi các thủ tục phẫu thuật xâm lấn | No                                          |
| Giới tính thứ ba tùy chọn                                                        | No                                          |
| Truy cập IVF cho đồng tính nữ                                                    | No                                          |
| Liệu pháp chuyển đổi bị cấm ở trẻ vị thành niên                                  | No                                          |
| Làm cha mẹ tự động cho cả hai vợ chồng sau khi sinh                              | No                                          |
| Mang thai hộ cho các cặp đồng tính nam                                           | (Cấm cho các cặp vợ chồng dị tính cũng vậy) |
| NQHN được phép hiến máu                                                          | (Từ năm 2011)                               |